# Porto Alegre
Porto Alegre este capitala și cel mai mare oraș din statul brazilian Rio Grande do Sul. Populația orașului este de 1.509.939 locuitori (2010), fiind al zecelea cel mai populat oraș din țară și centrul celei de a patra cea mai mare zonă metropolitană din Brazilia, cu 4.405.760 locuitori (2010). Orașul este cea mai sudică capitală a unui stat brazilian.  Porto Alegre este unul dintre primele centre culturale, politice și economice din Brazilia.
Porto Alegre a fost fondată în 1772 de către imigranții din Insulele Azore, Portugalia. În secolul al XIX-lea orașul a primit mulți imigranți din alte părți ale lumii, în special germani, italieni și polonezi. Marea majoritate a populației este de origine europeană.
Orașul este situat pe malul estic al Rio Guaiba (Lacul Guaiba), în locul în care cinci râuri converg pentru a forma Lagoa dos Patos (Laguna Rațelor), un lagună mare de apă dulce, navigabilă. Această joncțiune a devenit un important port, precum și un centru industrial și comercial al Braziliei.
Portul din Porto Alegre este important pentru transportul de produselor agricole locale. "Capitala gaúcha" are o economie diversificată ce este bazată pe agricultură și industrie. Producția agricolă include: prunele, piersicile, orezul și cassava cultivate în fermele mici din mediul rural. Industriile de încălțăminte și din piele sunt de asemenea importante, mai ales în Novo Hamburgo, din regiunea metropolitană Porto Alegre. Orașul a primit rangul de Global City „gama -”  din partea Globalization and World Cities Study Group & Network (GaWC).
Porto Alegre are o linie de coastă lungă la Lacul Guaiba, și topografia sa este punctată de 40 de dealuri. În lac există un labirint de insule vizavi de oraș care creează un arhipelag ce găzduiește un ecosistem unic. În zona orașului se găsesc 28% din flora nativă din Rio Grande do Sul, cu 9288 de specii. Printre acestea, există mulți copaci care sunt rămășițe ale Pădurii Atlantice. Fauna este de asemenea diversificată, în special pe insule și dealuri. În împrejurimi sunt multe parcuri și piețe împădurite.

## Clima
| Date climatice pentru Porto Alegre                                                          | Date climatice pentru Porto Alegre | Date climatice pentru Porto Alegre | Date climatice pentru Porto Alegre | Date climatice pentru Porto Alegre | Date climatice pentru Porto Alegre | Date climatice pentru Porto Alegre | Date climatice pentru Porto Alegre | Date climatice pentru Porto Alegre | Date climatice pentru Porto Alegre | Date climatice pentru Porto Alegre | Date climatice pentru Porto Alegre | Date climatice pentru Porto Alegre | Date climatice pentru Porto Alegre |
| Luna                                                                                        | Ian                                | Feb                                | Mar                                | Apr                                | Mai                                | Iun                                | Iul                                | Aug                                | Sep                                | Oct                                | Nov                                | Dec                                | Anual                              |
| ------------------------------------------------------------------------------------------- | ---------------------------------- | ---------------------------------- | ---------------------------------- | ---------------------------------- | ---------------------------------- | ---------------------------------- | ---------------------------------- | ---------------------------------- | ---------------------------------- | ---------------------------------- | ---------------------------------- | ---------------------------------- | ---------------------------------- |
| Maxima medie °C (°F)                                                                        | 30.2 (86,4)                        | 30.1 (86,2)                        | 28.3 (82,9)                        | 25.2 (77,4)                        | 22.1 (71,8)                        | 19.4 (66,9)                        | 19.7 (67,5)                        | 20.4 (68,7)                        | 21.8 (71,2)                        | 24.4 (75,9)                        | 26.7 (80,1)                        | 29.0 (84,2)                        | 24,78 (76,6)                       |
| Media zilnică °C (°F)                                                                       | 25.4 (77,7)                        | 25.5 (77,9)                        | 23.8 (74,8)                        | 20.8 (69,4)                        | 17.6 (63,7)                        | 15.1 (59,2)                        | 15.2 (59,4)                        | 16.0 (60,8)                        | 17.5 (63,5)                        | 19.7 (67,5)                        | 21.9 (71,4)                        | 24.0 (75,2)                        | 20,21 (68,37)                      |
| Minima medie °C (°F)                                                                        | 20.5 (68,9)                        | 20.8 (69,4)                        | 19.3 (66,7)                        | 16.3 (61,3)                        | 13.0 (55,4)                        | 10.7 (51,3)                        | 10.7 (51,3)                        | 11.5 (52,7)                        | 13.1 (55,6)                        | 15.0 (59)                          | 17.0 (62,6)                        | 18.9 (66)                          | 15,57 (60,02)                      |
| Minima istorică °C (°F)                                                                     | 11 (52)                            | 11 (52)                            | 8 (46)                             | 4 (39)                             | −2 (28)                            | −3 (27)                            | −4 (25)                            | −2 (28)                            | 0 (32)                             | 3 (37)                             | 5 (41)                             | 8 (46)                             | −4 (25)                            |
| Precipitații mm (inches)                                                                    | 100.1 (3.941)                      | 108.6 (4.276)                      | 104.4 (4.11)                       | 86.1 (3.39)                        | 94.6 (3.724)                       | 132.7 (5.224)                      | 121.7 (4.791)                      | 140.0 (5.512)                      | 139.5 (5.492)                      | 114.3 (4.5)                        | 104.2 (4.102)                      | 101.2 (3.984)                      | 1.347,4 (53,047)                   |
| Umiditate [%]                                                                               | 67                                 | 70                                 | 72                                 | 76                                 | 78                                 | 79                                 | 79                                 | 79                                 | 76                                 | 72                                 | 67                                 | 66                                 | 73,4                               |
| Nr. de zile cu precipitații (≥ 0.1 mm)                                                      | 11                                 | 10                                 | 11                                 | 9                                  | 10                                 | 12                                 | 12                                 | 11                                 | 11                                 | 10                                 | 10                                 | 10                                 | 127                                |
| Ore însorite                                                                                | 238.7                              | 209.1                              | 201.5                              | 180.0                              | 167.4                              | 135.0                              | 148.8                              | 151.9                              | 150.0                              | 201.5                              | 216.0                              | 244.9                              | 2.244,8                            |
| Sursa nr. 1: World Meteorological Organization., Hong Kong Observatory (sun only 1961-1990) |                                    |                                    |                                    |                                    |                                    |                                    |                                    |                                    |                                    |                                    |                                    |                                    |                                    |
| Sursa nr. 2: BBC Weather (record highs, lows, and humidity)                                 |                                    |                                    |                                    |                                    |                                    |                                    |                                    |                                    |                                    |                                    |                                    |                                    |                                    |

## Demografie
Populația orașului a avut următoarea evoluție:
Demografia Porto Alegre
Conform IBGE în 2000 în orașul Porto Alegre exista următoarea structură religioasă. 
| Religia             | %      | Număr   |
| ------------------- | ------ | ------- |
| Catolici            | 73.15% | 995,330 |
| Protestanți         | 9.33%  | 126,879 |
| Atei                | 8.16%  | 110,959 |
| Spiritiști          | 4.29%  | 58,380  |
| Evrei               | 0.49%  | 15,627  |
| Martorii lui Iehova | 0.45%  | 6,092   |

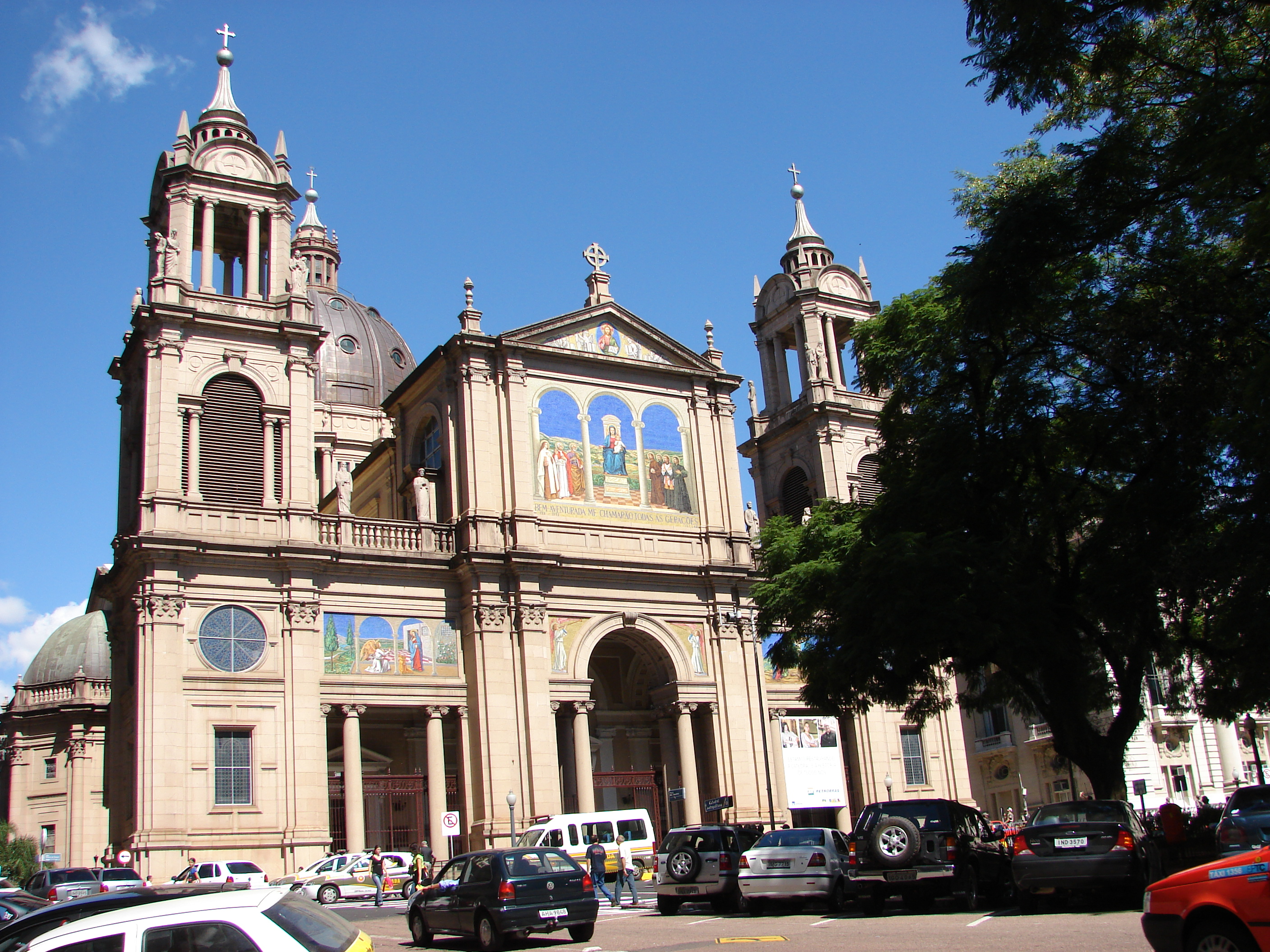
Catedrala catolica din Porto Alegre

În acest oraș,s-a născut fotbalistul Ronaldinho.

## Orașe înfrățite
Porto Alegre este înfrățit cu:
| - Austin, SUA, din 2002 - Buenos Aires, Argentina, din 2005 - Durango, Durango, Mexico, din 2001 - Guadalajara, Mexico, din 2000 - Horta, Portugalia din 1993 - Kanazawa, Japonia din 1967 - Kuching, Malaezia, din 2008 - La Plata, Argentina, din 1982 - Morano Calabro, Italia, din 1982 | - Natal, Brazilia, din 1992 - Newark, SUA, din 2006 - Portalegre, Portugalia, din 2000 - Punta del Este, Uruguay, din 1984 - Ribeira Grande, Portugalia, din 1982 - Rosario, Argentina, din 1994 - Salihli, Turcia, din 2010 - Suzhou, China, din 2004 |

Porto Alegre are următorul oraș partener:
- Paris, Franța, din 2001[9]

## Personalități născute aici
- Adriana Calcanhotto (n. 1965), cântăreață;
- Christian Corrêa Dionisio (n. 1975), fotbalist;
- Fernanda Garay Rodrigues (n. 1986), voleibalistă;
- Luiz Adriano (n. 1987), fotbalist;
- Raphael Dias Belloli (cunoscut ca Raphinha, n. 1996), fotbalist;
- Rafael Matos (n. 1996), tenismen.